# 1925 aux échecs
| Années des échecs : 1922 - 1923 - 1924 - 1925 - 1926 - 1927 - 1928    |
| Décennies des échecs : 1890 - 1900 - 1910 - 1920 - 1930 - 1940 - 1950 |

Cet article présente les faits marquants de l'année 1925 aux échecs.

## Tournois et opens

### 4etrimestre
- Le Tournoi d'échecs de Moscou 1925, disputé du 10 novembre au 8 décembre 1925, a été remporté par Efim Bogoljubov devant les champions du monde José Raúl Capablanca et Emanuel Lasker.

## Championnats nationaux
- Argentine : Damian Reca remporte le championnat[1],[2].
- Belgique : Edgar Colle remporte le championnat[3].
- Écosse : G Page remporte le championnat[4].
- France : Robert Crépeaux remporte le championnat [5]. Chez les femmes, c’est Marie Jeanne Frigard qui s’impose[6] (Paulette Schwartzmann est première, mais n’est pas déclarée championne du fait de sa nationalité russe).
- Royaume-Uni de Grande-Bretagne et d'Irlande : Henry Atkins remporte le championnat[7].
- Suisse : Paul Johner remporte le championnat [8].
- RSS d'Ukraine : Yakiv Vilner remporte le championnat[9],[10], organisé dans le cadre de l’Union soviétique.

## Divers
- Parution en janvier, du premier numéro de L'Échiquier, revue échiquéenne francophone publiée à Bruxelles. Elle cessera de paraitre en février 1939.

## Naissances
- Efim Geller
- Vladimir Zagorovski, champion du monde par correspondance

## Nécrologie
- En 1925 : Max Pestalozzi (en)
- 1er mai : Emil Kemény
- 12 juin : Richard Teichmann
- 25 novembre : Amos Burn